# NGC 1125
NGC 1125 ist eine Balken-Spiralgalaxie mit aktivem Galaxienkern vom Hubble-Typ SBb im Sternbild Eridanus am Südsternhimmel. Sie ist schätzungsweise 144 Millionen Lichtjahre von der Milchstraße entfernt und hat einen Durchmesser von etwa 75.000 Lj.

Im selben Himmelsareal befindet sich u. a. die Galaxie NGC 1114.
Das Objekt wurde am 6. Oktober 1785 vom deutsch-britischen Astronomen William Herschel entdeckt.